# Зірінг (Айова)
Зірінг (англ. Zearing) — місто (англ. city) в США, в окрузі Сторі штату Айова. Населення — 528 осіб (2020).

## Географія
Зірінг розташований за координатами 42°9′32″ пн. ш. 93°17′50″ зх. д. / 42.15889° пн. ш. 93.29722° зх. д. (42.158925, -93.297182).  За даними Бюро перепису населення США в 2010 році місто мало площу 1,94 км², уся площа — суходіл.

### Клімат
| Клімат : Зірінг       | Клімат : Зірінг | Клімат : Зірінг | Клімат : Зірінг | Клімат : Зірінг | Клімат : Зірінг | Клімат : Зірінг | Клімат : Зірінг | Клімат : Зірінг | Клімат : Зірінг | Клімат : Зірінг | Клімат : Зірінг | Клімат : Зірінг | Клімат : Зірінг |
| Показник              | Січ.            | Лют.            | Бер.            | Квіт.           | Трав.           | Черв.           | Лип.            | Серп.           | Вер.            | Жовт.           | Лист.           | Груд.           | Рік             |
| Середній максимум, °C | −1,8            | −0,9            | 8,8             | 15,8            | 20,9            | 25,6            | 27,9            | 29,1            | 24,5            | 17,2            | 9,8             | 1,0             | 14,8            |
| Середній мінімум, °C  | −13             | −12,1           | −2,9            | 2,1             | 7,1             | 13,7            | 15,8            | 15,7            | 11,6            | 3,3             | −2,5            | −9,8            | 2,4             |
| Норма опадів, мм      | 20              | 20              | 51              | 79              | 112             | 132             | 114             | 112             | 81              | 58              | 51              | 28              | 859             |
| --------------------- | --------------- | --------------- | --------------- | --------------- | --------------- | --------------- | --------------- | --------------- | --------------- | --------------- | --------------- | --------------- | --------------- |
| Джерело: Weatherbase  |                 |                 |                 |                 |                 |                 |                 |                 |                 |                 |                 |                 |                 |

## Демографія
Згідно з переписом 2010 року, у місті мешкали 554 особи в 219 домогосподарствах у складі 146 родин. Густота населення становила 286 осіб/км².  Було 245 помешкань (126/км²).
Расовий склад населення:
| - 99,6 % — білих - 0,2 % — чорних або афроамериканців |

До двох чи більше рас належало 0,2 %. Частка іспаномовних становила 0,0 % від усіх жителів.
За віковим діапазоном населення розподілялося таким чином: 25,8 % — особи молодші 18 років, 54,0 % — особи у віці 18—64 років, 20,2 % — особи у віці 65 років та старші. Медіана віку мешканця становила 39,0 року. На 100 осіб жіночої статі у місті припадало 100,0 чоловіків;  на 100 жінок у віці від 18 років та старших — 95,7 чоловіків також старших 18 років.
Середній дохід на одне домашнє господарство  становив 69 580 доларів США (медіана — 57 031), а середній дохід на одну сім'ю — 88 151 долар (медіана — 80 859). Медіана доходів становила 47 308 доларів для чоловіків та 38 250 доларів для жінок. За межею бідності перебувало 11,5 % осіб, у тому числі 20,3 % дітей у віці до 18 років та 9,5 % осіб у віці 65 років та старших.
Цивільне працевлаштоване населення становило 316 осіб. Основні галузі зайнятості: освіта, охорона здоров'я та соціальна допомога — 29,4 %, виробництво — 16,1 %, будівництво — 13,0 %, сільське господарство, лісництво, риболовля — 10,1 %.